# Bergsäng
Bergsäng is een plaats in de gemeente Hagfors in het landschap Värmland en de provincie Värmlands län in Zweden. De plaats heeft 161 inwoners (2010) en een oppervlakte van 60 hectare.

## Verkeer en vervoer
Bij de plaats loopt de Riksväg 62.